# 薛壽生
薛寿生（1926年－2020年2月初，HSUEH Shou Sheng），教育家，江苏无锡人，出生于上海。

## 生平
1950年毕业于燕京大学政治系。1953年获瑞士日内瓦大学政治学博士学位。1961年至1962年在英国牛津大学担任研究员，1963年至1966年在菲律宾大学公共行政学院研究院担任访问教授。1966年至1968年任香港中文大学政治与行政学系教授。1972年至1975年出任新加坡南洋大学校长。后担任香港中文大学联合书院院长兼政治与行政系主任。
1981年澳门东亚大学创办，薛寿生出任第一任校长至1986年退休为止。退休时，东亚大学授予他“荣誉校长”称号。同年，移居加拿大。1988年又应澳门政府邀请再次出任东亚大学校长至1991年。

## 荣誉
薛寿生因在教育与文化上的成就，获法国政府颁授国家荣誉功勋爵士勋章及澳门总督颁授文化勋章。他精通中、英、法等语言，曾以多种语言在各专业刊物发表多种论著。
| 教育職務      | 教育職務                               | 教育職務                         |
| 學術機關職務  | 學術機關職務                           | 學術機關職務                     |
| ------------- | -------------------------------------- | -------------------------------- |
| 澳门大学      |                                        |                                  |
| 前任： 首任   | 澳门东亚大学校長 第一任 1981年－1986年 | 繼任： 林达光                    |
| 前任： 林达光 | 澳门东亚大学校長 1987年－1991年        | 繼任： 改组为澳门大学校长 李天庆 |